# Football League Two 2021-2022
La EFL League Two 2021-2022, conosciuta anche con il nome di Sky Bet League Two per motivi di sponsorizzazione, è stata la 64ª edizione della quarta divisione del campionato inglese, nonché la 18ª con la denominazione di League Two. La stagione regolare ha avuto inizio il 7 agosto 2021 e si è conclusa il 7 maggio 2022, mentre i play off si sono svolti tra il 14 ed il 28 maggio 2022. Ad aggiudicarsi il titolo è stato il Forest Green Rovers, al primo successo nella categoria. Le altre tre promozioni in Football League One, sono state invece conseguite dall'Exeter City (2º classificato, che torna dopo undici anni nella categoria superiore), dal Bristol Rovers (3º classificato) e dal Port Vale (vincitore dei play off). 
Capocannoniere del torneo è stato Domenic Telford (Newport County) con 25 reti

## Stagione

### Novità
Al termine della stagione precedente, insieme ai campioni di lega del Cheltenham Town (al primo titolo di quarta divisione della loro storia), salirono direttamente in Football League One anche il Cambridge United (2º classificato) ed il Bolton Wanderers (3º classificato). Mentre il Morecambe, 4º classificato, raggiunse la promozione attraverso i play-off. Il Southend United (alla seconda retrocessione consecutiva e per la prima volta in centouno anni fuori dalla Football League) ed il Grimsby Town, che occuparono le ultime due posizioni della classifica, non riuscirono invece a mantenere la categoria e scesero in National League.
Queste sei squadre furono rimpiazzate dalle quattro retrocesse dalla Football League One: Rochdale, Northampton Town, Swindon Town e Bristol Rovers e dalle due promosse provenienti dalla National League: Sutton United (club al debutto nel calcio professionistico) ed Hartlepool United.

### Formula
Le prime tre classificate vengono promosse direttamente in Football League One, insieme alla vincente dei play off a cui partecipano le squadre giunte dal 4º al 7º posto. Mentre le ultime due classificate retrocedono in National League.

## Squadre partecipanti
| Squadra             | Città                    | Stadio                       | Stagione precedente                     |
| ------------------- | ------------------------ | ---------------------------- | --------------------------------------- |
| Barrow              | Barrow-in-Furness        | Holker Street                | 21º posto in EFL League Two             |
| Bradford City       | Bradford                 | Valley Parade                | 15º posto in EFL League Two             |
| Bristol Rovers      | Bristol                  | Memorial Stadium             | 24º posto in EFL League One, retrocesso |
| Carlisle United     | Carlisle                 | Brunton Park                 | 10º posto in EFL League Two             |
| Colchester United   | Colchester               | Colchester Community Stadium | 20º posto in EFL League Two             |
| Crawley Town        | Crawley                  | Broadfield Stadium           | 12º posto in EFL League Two             |
| Exeter City         | Exeter                   | St James Park                | 9º posto in EFL League Two              |
| Forest Green Rovers | Nailsworth               | The New Lawn                 | 6º posto in EFL League Two              |
| Harrogate Town      | Harrogate                | Wetherby Road                | 17º posto in EFL League Two             |
| Hartlepool United   | Hartlepool               | Victoria Park                | 4º posto in National League, promosso   |
| Leyton Orient       | Londra (Leyton)          | Brisbane Road                | 11º posto in EFL League Two             |
| Mansfield Town      | Mansfield                | Field Mill                   | 16º posto in EFL League Two             |
| Newport County      | Newport                  | Rodney Parade                | 5º posto in EFL League Two              |
| Northampton Town    | Northampton              | Sixfields Stadium            | 22º posto in EFL League One, retrocesso |
| Oldham Athletic     | Oldham                   | Boundary Park                | 18º posto in EFL League Two             |
| Port Vale           | Stoke-on-Trent (Burslem) | Vale Park                    | 13º posto in EFL League Two             |
| Rochdale            | Rochdale                 | Spotland Stadium             | 21º posto in EFL League One, retrocesso |
| Salford City        | Salford                  | Moor Lane                    | 8º posto in EFL League Two              |
| Scunthorpe Utd      | Scunthorpe               | Glanford Park                | 22º posto in EFL League Two             |
| Stevenage           | Stevenage                | Broadhall Way                | 14º posto in EFL League Two             |
| Sutton United       | Londra (Sutton)          | Gander Green Lane            | 1º posto in National League, promosso   |
| Swindon Town        | Swindon                  | County Ground                | 23º posto in EFL League One, retrocesso |
| Tranmere            | Birkenhead               | Prenton Park                 | 7º posto in EFL League Two              |
| Walsall             | Walsall                  | Bescot Stadium               | 19º posto in EFL League Two             |

## Allenatori e primatisti
| Squadra          | Manager                                                                                    | Calciatore più presente (tra parentesi il numero delle presenze) | Cannoniere (tra parentesi il numero dei gol) |
| ---------------- | ------------------------------------------------------------------------------------------ | ---------------------------------------------------------------- | -------------------------------------------- |
| Barrow           | Mark Cooper (1ª-37ª) Phil Brown (38ª-46ª)                                                  | Paul Farman (46)                                                 | Oliver Banks (9)                             |
| Bradford City    | Derek Adams (1ª-31ª) Mark Trueman (32ª-33ª) Mark Hughes (34ª-46ª)                          | Paudie O'Connor (45)                                             | Andy Cook (12)                               |
| Bristol Rovers   | Joey Barton                                                                                | Aaron Collins (45)                                               | Aaron Collins (16)                           |
| Carlisle Utd     | Chris Beech (1ª-11ª) Gavin Skelton (12ª-14ª) Keith Millen (15ª-31ª) Paul Simpson (32ª-46ª) | Jonathan Mellish (42)                                            | Omari Patrick (9)                            |
| Colchester Utd   | Hayden Mullins (1ª-24ª) Wayne Brown (25ª-46ª)                                              | Freddie Sears (45)                                               | Freddie Sears (14)                           |
| Crawley Town     | John Yems (1ª-45ª) Lewis Young (46ª)                                                       | Glenn Morris (46)                                                | Kwesi Appiah (11)                            |
| Exeter City      | Matt Taylor                                                                                | Cameron Dawson, Matt Jay (45)                                    | Matt Jay (14)                                |
| Forest Green     | Rob Edwards                                                                                | Jack Aitchison, Jamille Matt, Luke McGee (46)                    | Mathew Stevens (23)                          |
| Harrogate Town   | Simon Weaver                                                                               | George Thomson (46)                                              | Jack Diamond (13)                            |
| Hartlepool Utd   | Dave Challinor (1ª-15ª) Antony Sweeney (16ª-19ª) Graeme Lee (20ª-46ª)                      | Luke Molyneux (43)                                               | Luke Molyneux (8)                            |
| Leyton Orient    | Kenny Jackett (1ª-30ª) Matt Harrold (31ª-33ª) Richie Wellens (34ª-46ª)                     | Lawrence Vigouroux (46)                                          | Aaron Drinan, Harry Smith (13)               |
| Mansfield Town   | Nigel Clough                                                                               | Nathan Bishop (46)                                               | Rhys Oates (9)                               |
| Newport County   | Michael Flynn (1ª-9ª) Wayne Hatswell (10ª-12ª) James Rowberry (13ª-46ª)                    | Cameron Norman (46)                                              | Domenic Telford (25)                         |
| Northampton Town | Jon Brady                                                                                  | Mitch Pinnock, Liam Roberts (46)                                 | Sam Hoskins (13)                             |
| Oldham Athletic  | Keith Curle (1ª-18ª) Selim Benachour (19ª-25ª) John Sheridan (26ª-46ª)                     | Davis Keillor-Dunn (46)                                          | Davis Keillor-Dunn (15)                      |
| Port Vale        | Darrell Clarke                                                                             | Nathan Smith (44)                                                | Ben Garrity, Jamie Proctor (12)              |
| Rochdale         | Robbie Stockdale                                                                           | Eoghan O'Connell (45)                                            | Jake Beesley (9)                             |
| Salford City     | Gary Bowyer                                                                                | Jason Lowe (45)                                                  | Brandon Thomas-Asante (11)                   |
| Scunthorpe Utd   | Neil Cox (1ª-15ª) Keith Hill (16ª-46ª)                                                     | Rory Watson (41)                                                 | Myles Hippolyte, Ryan Loft (4)               |
| Stevenage        | Alex Revell (1ª-16ª) Robbie O'Keefe (17ª-18ª) Paul Tisdale (19ª-37ª) Steve Evans (38ª-46ª) | Luke Norris (43)                                                 | Luke Norris (13)                             |
| Sutton United    | Matt Gray                                                                                  | Dean Bouzanis (44)                                               | David Ajiboye, Alistair Smith (8)            |
| Swindon Town     | Ben Garner                                                                                 | Elis Iandolo (44)                                                | Harry McKirdy (19)                           |
| Tranmere         | Micky Mellon                                                                               | Peter Clarke (46)                                                | Kane Hemmings (8)                            |
| Walsall          | Matthew Taylor (1ª-29ª) Neil McDonald (30ª) Michael Flynn (31ª-46ª)                        | Jack Earing (45)                                                 | George Miller (12)                           |

## Classifica
|  | Pos. | Squadra          | Pt | G  | V  | N  | P  | GF | GS | DR  |
|  | ---- | ---------------- | -- | -- | -- | -- | -- | -- | -- | --- |
|  | 1.   | Forest Green     | 84 | 46 | 23 | 15 | 8  | 75 | 44 | +31 |
|  | 2.   | Exeter City      | 84 | 46 | 23 | 15 | 8  | 65 | 41 | +24 |
|  | 3.   | Bristol Rovers   | 80 | 46 | 23 | 11 | 12 | 71 | 49 | +22 |
|  | 4.   | Northampton Town | 80 | 46 | 23 | 11 | 12 | 60 | 38 | +22 |
|  | 5.   | Port Vale        | 78 | 46 | 22 | 12 | 12 | 67 | 46 | +21 |
|  | 6.   | Swindon Town     | 77 | 46 | 22 | 11 | 13 | 77 | 54 | +23 |
|  | 7.   | Mansfield Town   | 77 | 46 | 22 | 11 | 13 | 67 | 52 | +15 |
|  | 8.   | Sutton Utd       | 76 | 46 | 22 | 10 | 14 | 69 | 53 | +16 |
|  | 9.   | Tranmere         | 75 | 46 | 21 | 12 | 13 | 53 | 40 | +13 |
|  | 10.  | Salford City     | 70 | 46 | 19 | 13 | 14 | 60 | 46 | +14 |
|  | 11.  | Newport County   | 69 | 46 | 19 | 12 | 15 | 67 | 58 | +9  |
|  | 12.  | Crawley Town     | 61 | 46 | 17 | 10 | 19 | 56 | 66 | -10 |
|  | 13.  | Leyton Orient    | 58 | 46 | 14 | 16 | 16 | 62 | 47 | +15 |
|  | 14.  | Bradford City    | 58 | 46 | 14 | 16 | 16 | 53 | 55 | -2  |
|  | 15.  | Colchester Utd   | 55 | 46 | 14 | 13 | 19 | 48 | 60 | -12 |
|  | 16.  | Walsall          | 54 | 46 | 14 | 12 | 20 | 47 | 60 | -13 |
|  | 17.  | Hartlepool Utd   | 54 | 46 | 14 | 12 | 20 | 44 | 64 | -20 |
|  | 18.  | Rochdale         | 53 | 46 | 12 | 17 | 17 | 51 | 59 | -8  |
|  | 19.  | Harrogate Town   | 53 | 46 | 14 | 11 | 21 | 64 | 75 | -11 |
|  | 20.  | Carlisle Utd     | 53 | 46 | 14 | 11 | 21 | 39 | 62 | -23 |
|  | 21.  | Stevenage        | 47 | 46 | 11 | 14 | 21 | 45 | 68 | -23 |
|  | 22.  | Barrow           | 44 | 46 | 10 | 14 | 22 | 44 | 57 | -13 |
|  | 23.  | Oldham Athletic  | 38 | 46 | 9  | 11 | 26 | 46 | 75 | -29 |
|  | 24.  | Scunthorpe Utd   | 26 | 46 | 4  | 14 | 28 | 29 | 90 | -61 |

Legenda:
      Promosso in EFL League One 2022-2023.
  Ammesso ai play-off.
      Retrocesso in National League 2022-2023.
Regolamento:
Tre punti a vittoria, uno a pareggio, zero a sconfitta.
In caso di arrivo di due o più squadre a pari punti, la graduatoria verrà stilata secondo i seguenti criteri:
- differenza reti
- maggior numero di gol segnati
- classifica avulsa
- maggior numero di vittorie
- maggior numero di gol segnati in trasferta
- fair play
- spareggio

Note:

Forest Green Rovers Campione della EFL League Two 2021-2022 per la miglior differenza reti rispetto all'ex aequo Exeter City.
Bristol Rovers promosso in EFL League One 2022-2023 per il maggior numero di gol segnati rispetto all'ex aequo Northampton Town.

## Spareggi

### Play-off

#### Tabellone
|  | Semifinali | Semifinali          | Semifinali | Semifinali | Semifinali |  |  | Finale | Finale         | Finale |  |
|  |            |                     |            |            |            |  |  |        |                |        |  |
|  | 7          | Mansfield Town      | 2          | 1          | 3          |  |  |        |                |        |  |
|  | 4          | Northampton Town    | 1          | 0          | 1          |  |  | 7      | Mansfield Town | 0      |  |
|  | 6          | Swindon Town        | 2          | 0          | 2          |  |  | 5      | Port Vale      | 3      |  |
|  | 5          | Port Vale (6-5 dcr) | 1          | 1          | 2          |  |  |        |                |        |  |

#### Semifinali

##### Andata
| Arbitro: | Anthony Backhouse |

|                             |           |           |
| Oates 13’ Jordan Bowery 32’ | Marcatori | 61’ Koiki |

| Arbitro: | Ross Joyce |

|                  |           |            |
| McKirdy 26’, 68’ | Marcatori | 83’ Wilson |

##### Ritorno
| Arbitro: | Ben Torner |

|  |           |                |
|  | Marcatori | 32’ McLaughlin |

| Arbitro: | Seb Stockbridge |

|           |                      |  |
| Wilson 8’ | Marcatori            |  |
|           | Tiri di rigore 6 – 5 |  |

#### Finale
| Arbitro: | Jarred Gillett |

|  |           |                                    |
|  | Marcatori | 20’ Harratt 24’ Wilson 85’ Benning |

## Statistiche

### Squadre

#### Primati stagionali
- Maggior numero di vittorie: Exeter City e Forest Green Rovers (23)
- Minor numero di vittorie: Scunthorpe United (4)
- Maggior numero di pareggi: Rochdale (17)
- Minor numero di pareggi: Crawley Town e Crawley Town (10)
- Maggior numero di sconfitte: Scunthorpe United (28)
- Minor numero di sconfitte: Exeter City e Forest Green Rovers (8)
- Miglior attacco: Swindon Town (77 gol fatti)
- Peggior attacco: Scunthorpe United (29 gol fatti)
- Miglior difesa: Northampton Town (38 gol subiti)
- Peggior difesa: Scunthorpe United (90 gol subiti)
- Miglior differenza reti: Forest Green Rovers (+31)
- Peggior differenza reti: Scunthorpe United (-61)

### Individuali

#### Classifica marcatori
| Gol | Rigori |  | Giocatore          | Squadra             |
| --- | ------ |  | ------------------ | ------------------- |
| 25  | 2      |  | Domenic Telford    | Newport County      |
| 23  | 1      |  | Mathew Stevens     | Forest Green Rovers |
| 19  | 3      |  | Jamille Matt       | Forest Green Rovers |
| 19  |        |  | Harry McKirdy      | Swindon Town        |
| 16  |        |  | Aaron Collins      | Bristol Rovers      |
| 15  | 1      |  | Davis Keillor-Dunn | Oldham Athletic     |
| 14  |        |  | Matt Jay           | Exeter City         |
| 14  | 4      |  | Freddie Sears      | Colchester Utd      |
| 13  |        |  | Jack Diamond       | Harrogate Town      |
| 13  |        |  | Aaron Drinan       | Leyton Orient       |
| 13  | 2      |  | Sam Hoskins        | Northampton Town    |
| 13  | 3      |  | Luke Norris        | Stevenage           |
| 13  | 6      |  | Jack Payne         | Swindon Town        |
| 13  |        |  | Harry Smith        | Leyton Orient       |